# 菖蒲色
菖蒲色（あやめいろ/しょうぶいろ）は、菖蒲の花のような青紫に冴えた赤みを加えた鮮やかな紫色。英名はアイリス（Iris）。
似た色に、杜若の花色に因んで杜若色があるが、菖蒲色の方が青みが強い。
JISの色彩規格には、あやめ色としょうぶ色の慣用色名で別々の色が定義されている。あやめ色はアヤメ科のアヤメの花に由来する「明るい赤みの紫」、しょうぶ色はショウブ科のショウブの花に由来する「あざやかな青みの紫」で定義されている。

## 概要
和名「文目（あやめ）」はこの葉の模様に由来する。